# Lee Bryant (Dartspieler)
Lee Bryant (* 25. Juni 1985 in Devon) ist ein ehemaliger englischer Dartspieler der Professional Darts Corporation (PDC).

## Karriere
Bryant nahm erstmals im Jahr 2010 am Profidartsgeschehen teil. Er qualifizierte sich für die BDO International Open, wo er allerdings in der ersten Runde gegen Martin Adams verlor.
2012 kehrte Bryant zurück auf den Darts-Circuit. Er qualifizierte sich über einen Riley’s Amateur Qualifier für die UK Open, wurde jedoch disqualifiziert, da er sich nicht rechtzeitig für das Turnier registrierte. Dafür nahm Bryant erneut an den zur gleichen Zeit stattfindenden BDO International Open teil und erreichte unter anderem nach einem Sieg über Scott Waites im Viertelfinale das Halbfinale, in dem er mit 1:4 gegen Turniersieger Wayne Warren verlor.
Im Frühjahr 2013 nahm Bryant erstmals an der PDC Qualifying School teil. Er konnte sich jedoch keine Tour Card erspielen und stieg, nachdem er an zwei UK Open Qualifiers teilgenommen hatte, erneut erstmal aus dem Dartsport aus.
2016 spielte Bryant den BDO Gold Cup, verlor aber in Runde eins gegen Robbie Ward. Im Januar 2017 nahm er erneut an der Q-School teil und errang direkt am ersten Tag die Tour Card für zwei Jahre erspielen. Er qualifizierte sich daraufhin für die UK Open und verlor in der ersten Runde knapp mit 5:6 gegen Wayne Jones.
Auch die Pro Tour verlief eher schlecht für Bryant. Bei den Players Championships 2017 kam er nie weiter als in die zweite Runde und konnte insgesamt drei Spiele gewinnen. Dafür qualifizierte er sich für zwei European-Tour-Events, auch wenn er weder beim European Darts Matchplay noch beim Austrian Darts Open über die erste Runde hinauskam.
In die PDC Pro Tour 2018 startete Bryant mit einer misslungenen Qualifikation für die UK Open. Bei den Players Championships gewann Bryant zwei Spiele. Außerdem qualifizierte er sich für die German Darts Championship, wo er gegen Kyle Anderson verlor.
Aufgrund der ausbleibenden Erfolge verlor Bryant nach zwei Jahren seine Tour Card und konnte sie auch nicht bei der Q-School 2019 zurückholen. Er spielte daraufhin die Turniere der PDC Challenge Tour und kam zweimal ins Achtelfinale. Danach zog er sich erneut aus dem Profidarts zurück.